# The Eton Rifles
The Eton Rifles ist ein Song der Band The Jam. Es ist die einzige Singleauskopplung aus ihrem vierten Album Setting Sons.

## Beschreibung
Der Text des Songs behandelt den Klassenkampf in England und die Studenten des Eton College. Das Lied erschien am 3. November 1979 und konnte mit Platz 3 der UK-Charts die bis dato höchste Chartposition einer Single von The Jam erreichen. Die B-Seite des Songs war das Stück See-Saw.
Im Mai 2008 äußerte David Cameron, selbst Absolvent in Eton, dass The Eton Rifles zu seinen Lieblingsliedern zählt. Paul Weller zeigte sich empört und mutmaßte, dass Cameron den Inhalt vielleicht gar nicht verstanden habe.